# Gabriele Del Grande

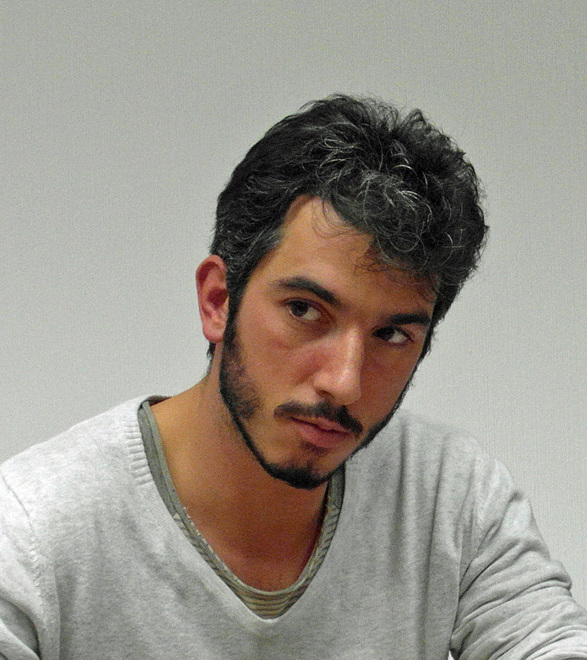
Gabriele Del Grande bei einem Vortrag über Syrien im November 2013 im PSZ Düsseldorf.

Gabriele Del Grande (* 1982 in Lucca) ist ein italienischer Journalist, Blogger, Schriftsteller und Menschenrechtler. Er gehört in Europa zu den führenden Menschenrechtlern im Bereich illegal eingewanderter Menschen in Italien und Europa.

## Leben
Gabriele Del Grande studierte Geschichte und Orientalistik in Bologna. Außerdem machte er eine Ausbildung zum Journalisten bei der Lelio-Basso-Stiftung in Rom.
2006 gründete er mit dem Blog Fortress Europe ein Forum, das sich mit der Problematik illegal eingewanderter Menschen beschäftigt und in dieser Form einzigartig in Europa ist. Seit 2007 begibt er sich auch aktiv auf die Routen von Menschen aus diversen Ländern, deren Schicksale er verfolgt. So besuchte er die Türkei, Griechenland, Tunesien, Marokko und die dazugehörige Westsahara, Mauretanien, Mali und den Senegal. In Libyen besuchte er ein Gefängnis für Flüchtlinge in Zlitan, aus dem er über unmenschliche Behandlung der dort Internierten berichtete.
Im Mai 2007 erschien in Italien sein erstes Buch, das die Problematik der Flüchtlinge anhand einzelner Schicksale aufzeigte.
Del Grande lebt in Rom und ist für die Nachrichtenagentur redattore sociale tätig.
2014 war er einer der Co-Autoren und Co-Regisseure des Semi-Dokumentarfilmes Io sto con la sposa (An der Seite der Braut), der bei den Internationalen Filmfestspielen Venedig 2014 mit einem Sonderpreis ausgezeichnet wurde.
Am 10. April 2017 wurde er in der Provinz Hatay (Türkei) nahe der Grenze zu Syrien festgenommen. Zeitweise wurde Del Grande der Kontakt zu seinem Anwalt verwehrt, worauf er in Hungerstreik trat. Am 24. April 2017 wurde er aus der Untersuchungshaft freigelassen und nach Italien abgeschoben.

## Schriften
- Mamadu va a morire: la strage dei clandestini nel Mediterraneo. Rom : Infinito, 2007[5]
  - Mamadous Fahrt in den Tod. Die Tragödie der irregulären Migranten im Mittelmeer. Von-Loeper, Karlsruhe, 2011
- Roma senza fissa dimora (Rom aus der Sicht Obdachloser). Rom : Infinito 2009
- Il mare di mezzo. Rom: Infinito, 2009[6]
  - Das Meer zwischen uns. Flucht und Migration in Zeiten der Abschottung. Von-Loeper, Karlsruhe 2011, ISBN 978-3-86059-525-1
- Dawla. La storia dello Stato islamico raccontata dai suoi disertori. Milan : Mondadori 2018
- Il secolo mobile. Storia dell'immigrazione illegale in Europa. Milan : Mondadori 2023

## Auszeichnungen
- premio Santa Marinella, 2007
- Pro-Asyl-Menschenrechtspreis, 2010[7]
- Prix Caritas, 2015 (Schweiz)[8]